# 黑文河 (印第安納州)
黑文河（英語：River Haven）是位於美國印地安納州艾倫縣的一個非建制地區。該地的面積和人口皆未知。

## 地理
黑文河的座標為41°04′39″N 85°03′15″W / 41.07750°N 85.05417°W，而該地的平均海拔高度為229米（即751英尺）。